# Mithridates IV của Parthia
Mithridates IV của Parthia cai trị miền tây của đế quốc Parthia từ năm 129 đến 140. Ông là em trai của Osroes I của Parthia (109 - 129). Trong cuộc xâm lược Lưỡng Hà của hoàng đế La Mã là Trajan (98 - 117) năm 116, ông và con trai Sanatruces II của ông đã chiếm lấy vương quyền nhưng bị đánh bại. Sau cái chết của Osroes I năm 129, ông tuyên bố lên ngôi và tiếp tục cuộc đấu tranh với đối thủ là vua Vologases III của Parthia (105 - 147). Ông qua đời trong một cuộc tấn công vào Commagene năm 140. Mithridates IV đã bổ nhiệm con trai ông Sanatruces là người thừa kế nhưng Sanatruces đã tử trận trong một trận chiến với người La Mã. Một con trai khác của ông, Vologases IV của Parthia (147 - 191), đã lên ngôi sau cái chết của Vologases III năm 147.